# Discografia de Exaltasamba
A discografia de Exaltasamba, um grupo de samba da vertente pagode, até 2012 foram mais que 17 CDs e 4 DVDs que venderam mais que 8 milhões de discos, destes álbuns são nove ou mais álbuns de estúdio e são cinco ou mais álbuns ao vivo, além dos principais álbuns lançados. Em vários álbuns receberam certificações da Associação Brasileira dos Produtores de Discos (ABPD). O grupo tinha se apresentado no dia 26 de fevereiro de 2012 se despedindo do público no programa Esquenta de Regina Casé, anos mais tarde, em 2015 os integrantes Thell e Brilhantina resolveram voltar o Exaltasamba e o grupo voltou em 2016 com outros vocalistas.

## Principais álbuns

### Álbuns de estúdio
Esta é a lista de álbuns de estúdio do Exaltasamba.[carece de fontes?]
| Álbum              | Detalhes | Certificações             |
| ------------------ | --- | ------------------------- |
| Eterno Amanhecer   | - Lançamento: 1992 - Formatos: CD e LP[carece de fontes?] - Gravadora: Kaskata's Records                                                                                               |                           |
| Encanto            | - Lançamento: 1994 - Formatos: CD e LP[carece de fontes?] - Gravadora: Kaskata's Records                                                                                               |                           |
| Luz do Desejo      | - Lançamento: 1996 - Formatos: CD, LP e K7[carece de fontes?] - Gravadora: EMI-Odeon - Produtor: Bira Hawai - Arranjos: Jota Moraes, Evaldo Santos e Lobão Ramos[carece de fontes?]    | - 2× Platina Ouro - ABPD  |
| Desliga e Vem      | - Lançamento: 1997 - Formatos: CD, LP e K7[carece de fontes?] - Gravadora: EMI-Odeon - Produção: Bira Hawai - Arranjos: Jota Moraes, Evaldo Santos e Izaías Marcelo[carece de fontes?] | - 2× Platina Platina Ouro |
| Cartão Postal      | - Lançamento: 1998 - Formato: CD - Gravadora: EMI-Odeon - Produção: Bira Hawai - Arranjos: Jota Moraes, Prateado e Izaías Marcelo[carece de fontes?]                                   | - Platina Ouro            |
| Mais Uma Vez       | - Lançamento: 2000 - Formato: CD - Gravadora: EMI-Music | - Platina Ouro            |
| Bons Momentos      | - Lançamento: 2001 - Formatos: CD - Gravadora: EMI | - Ouro - ABPD             |
| Alegrando a Massa  | - Lançamento: 2003 - Formatos: CD - Gravadora: EMI |                           |
| Esquema Novo       | - Lançamento: 2005 - Formatos: CD - Gravadora: EMI | - Ouro - ABPD -           |
| O Mundo Tá Girando | - Lançamento: 13 de maio de 2016 - Formatos: Download digital - Observação: Este álbum é um EP                                                                                         |                           |

### Álbuns ao vivo

#### Ao vivo sem vídeo
Estes são álbuns ao vivo do Exaltasamba, que são com vídeo.
| Álbum                                               | Detalhes | Certificações |  |
| --------------------------------------------------- | --- | ------------- |  |
| Exaltasamba Ao vivo                                 | - Data da gravação: 22 de maio de 2002 - Local da gravação: Olimpo, no Rio de Janeiro - Lançamento: 2002 - Formatos: CD - Gravadora: EMI - Produtor: Prateado - Aranjos: Prateado e Izaias Marcelo[carece de fontes?] | Platina       |  |
| Exaltasamba no Estúdio Showlivre (Acústico ao vivo) | - Data da gravação: 10 de maio de 2016 - Local da gravação: Estúdio Showlivre (São Paulo) - Lançamento: 29 de julho de 2010 - Formatos: Digital - Gravadoras: Showlivre                                               |               |  |

#### Álbuns de vídeo
Estes são álbuns ao vivo do Exaltasamba, que são sem vídeo.
| Álbum                       | Detalhes | Certificações                      |
| --------------------------- | --- | ---------------------------------- |
| Todos os Sambas Ao vivo     | - Data da gravação: 26 de abril de 2006 - Local da gravação: Porto Alcobaça (São Paulo) - Lançamento: 2006 - Formatos: CD e DVD - Gravadora: EMI - Diretor: Claudio Rabello - Produtor: Fábio Francisco - Arranjos: Prateado, Izaías Marcelo e Caixote (Arranjo de cordas)                                                             |                                    |
| Ao Vivo Pagode do Exalta    | - Gravação: Junho de 2007 - Lançamento: 2007 - Formatos: CD e DVD - Gravadora: EMI - Diretor: Roberto de Oliveira\| - Produtor: Fábio Francisco - Arranjos: Pezinho, Prateado e Izaías Marcelo |                                    |
| Ao Vivo Na Ilha da Magia    | - Data da gravação: 20 e 21 de dezembro de 2008 - Local da gravação: Costão Do Santinho Resort & SPA em Florianópolis Santa Catarina - Lançamento: 2009 e 2011 - Formatos: CD, DVD e Blue Ray - Gravadora: EMI - Diretor: Bruno Murtinho - Prêmio: Indicado ao Grammy Latino de Melhor Álbum de Samba/Pagode                           | - Ouro(CD) Platina (DVD) Ouro(DVD) |
| Exaltasamba 25 Anos Ao Vivo | - Data da gravação: 5 de junho de 2010 - Local da gravação: Estádio Palestra Itália (São Paulo) - Lançamento: Setembro de 2010 e 2011 - Formatos: LP, CD, DVD e Blue Ray - Gravadoras: Som Livre e Radar Records - Diretora: Joana Mazzuchelli - Produtor: Zé Carratu - Prêmio: Ganhou o Grammy Latino de Melhor Álbum de Samba/Pagode |                                    |

### Mais álbuns
| Álbum                   | Detalhes                                                     |
| ----------------------- | ------------------------------------------------------------ |
| Livre pra Voar          | - Lançamento: 2007 - Formatos: CD - Gravadora: EMI           |
| Roda de Samba do Exalta | - Lançamento: 2010 - Formatos: CD - Gravadora: EMI           |
| Tá Vendo Aquela Lua     | - Lançamento: 2011 - Formatos: CD - Gravadora: Radar Records |

## Outros
| Álbuns | Álbuns                    | Álbuns | Álbuns    |
| Ano    | Título[carece de fontes?] | Mídia  | Gravadora |
| ------ | ------------------------- | ------ | --------- |
| 2000   | Série Bis                 | CD     | EMI       |
| 2001   | Série Para Sempre         | CD     | EMI       |
| 2002   | Série Identidade          | CD     | EMI       |
| 2005   | Série Eu Sou O Samba      | CD     | EMI       |
| 2006   | Série Bis                 | CD     | EMI       |
| 2012   | Nossa História            | Box    | Som Livre |

Mais álbuns ainda
- Exaltasamba Ao Vivo No Buraco Quente Pagode de Mesa BSP
- As Melhores[10]
- Essencial

## Singles
| Ano  | Canção                                    | Paradas | Álbum                         |
| ---- | ----------------------------------------- | ------- | ----------------------------- |
| 1992 | "Quero Sentir de Novo"                    | —       | Eterno Amanhecer              |
| 1993 | "Eterno Amanhecer"                        | —       | Eterno Amanhecer              |
| 1994 | "24 Horas de Amor"                        | —       | Encanto                       |
| 1994 | "Gandaia"                                 | —       | Encanto                       |
| 1995 | "Oposto do Meu Ser"                       | —       | Encanto                       |
| 1996 | "Telegrama"                               | —       | Luz do Desejo                 |
| 1996 | "Luz do Desejo"                           | —       | Luz do Desejo                 |
| 1996 | "É Você"                                  | —       | Luz do Desejo                 |
| 1997 | "Gamei"                                   | —       | Luz do Desejo                 |
| 1997 | "Louca Paixão"                            | —       | Luz do Desejo                 |
| 1997 | "Armadilha"                               | —       | Luz do Desejo                 |
| 1997 | "Doidinho"                                | —       | Luz do Desejo                 |
| 1997 | "Sem o Teu Calor"                         | —       | Desliga e Vem                 |
| 1998 | "Amor e Amizade"                          | —       | Desliga e Vem                 |
| 1998 | "Desliga e Vem"                           | —       | Desliga e Vem                 |
| 1998 | "Preciso de Amor"                         | —       | Desliga e Vem                 |
| 1998 | "Desejo Contido"                          | —       | Desliga e Vem                 |
| 1998 | "Tá Na Hora de Ir"                        | —       | Desliga e Vem                 |
| 1998 | "Cartão Postal"                           | —       | Cartão Postal                 |
| 1999 | "Me Apaixonei Pela Pessoa Errada"         | 4       | Cartão Postal                 |
| 1999 | "Carona do Amor"                          | 8       | Cartão Postal                 |
| 1999 | "Vem Pra Ficar Comigo"                    | 41      | Cartão Postal                 |
| 1999 | "Ela Entrou na Dança"                     | 32      | Cartão Postal                 |
| 1999 | "Moleque Atrevido"                        | —       | Cartão Postal                 |
| 2000 | "Mais Uma Vez"                            | 24      | Mais Uma Vez                  |
| 2000 | "Megastar"                                | 25      | Mais Uma Vez                  |
| 2000 | "Eu e Você Sempre" (Part. Jorge Aragão)   | 45      | Mais Uma Vez                  |
| 2000 | "Quem É Você"                             | 47      | Mais Uma Vez                  |
| 2001 | "Pago Pra Ver"                            | —       | Mais Uma Vez                  |
| 2001 | "Faça o Que Eu Digo"                      | 1       | Bons Momentos                 |
| 2001 | "Choro de Alegria" (Part. Zeca Pagodinho) | 19      | Bons Momentos                 |
| 2001 | "Eu Choro"                                | 25      | Bons Momentos                 |
| 2002 | "Pra Não Pensar Em Você"                  | 21      | Exaltasamba Ao vivo           |
| 2002 | "40 Graus de Amor"                        | 31      | Exaltasamba Ao vivo           |
| 2003 | "Espere Por Mim Morena"                   | 33      | Exaltasamba Ao vivo           |
| 2003 | "A Carta"                                 | 18      | Alegrando a Massa             |
| 2003 | "É Demais" (Part. Alcione)                | 52      | Alegrando a Massa             |
| 2004 | "Favela"                                  | 47      | Alegrando a Massa             |
| 2004 | "Estrela"                                 | 17      | Alegrando a Massa             |
| 2004 | "Por Tão Pouco"                           | 17      | Alegrando a Massa             |
| 2005 | "Já Tentei"                               | 7       | Esquema Novo                  |
| 2005 | "Vinhos e Lingeries"                      | 26      | Esquema Novo                  |
| 2006 | "Inconformado"                            | 25      | Esquema Novo                  |
| 2006 | "Graça"                                   | 39      | Esquema Novo                  |
| 2006 | "Faz Falta"                               | 27      | Todos os Sambas Ao vivo       |
| 2006 | "Acaba Tudo Bem"                          | —       | Todos os Sambas Ao vivo       |
| 2007 | "Como Nunca Amei Ninguém"                 | 33      | Todos os Sambas Ao vivo       |
| 2007 | "Livre Pra Voar"                          | 8       | Livre Pra Voar                |
| 2007 | "Tchau e Bença"                           | 29      | Ao Vivo Pagode do Exalta      |
| 2008 | "Anjo Meu"                                | 29      | Ao Vivo Pagode do Exalta      |
| 2008 | "Nuvem de Algodão"                        | 33      | Ao Vivo Pagode do Exalta      |
| 2008 | "Jogo de Sedução"                         | 34      | Ao Vivo Pagode do Exalta      |
| 2009 | "Abandonado"                              | 21      | Ao vivo na Ilha da Magia      |
| 2009 | "Valeu"                                   | 44      | Ao vivo na Ilha da Magia      |
| 2009 | "Fui"                                     | 18      | Ao vivo na Ilha da Magia      |
| 2009 | "Calma Amor"                              | 54      | Ao vivo na Ilha da Magia      |
| 2010 | "A Gente Bota Pra Quebrar"                | 21      | Ao vivo na Ilha da Magia      |
| 2010 | "Céu e Fé"                                | 29      | Ao vivo na Ilha da Magia      |
| 2010 | "Tá Vendo Aquela Lua"                     | 1       | Exaltasamba – 25 Anos Ao Vivo |
| 2010 | "Um Minuto"                               | 7       | Exaltasamba – 25 Anos Ao Vivo |
| 2010 | "Viver Sem Ti" (Part. Mariana Rios)       | 1       | Exaltasamba – 25 Anos Ao Vivo |
| 2011 | "A Gente Faz a Festa" (Part. Mr. Catra)   | 2       | Exaltasamba – 25 Anos Ao Vivo |
| 2011 | "Não Seria Justo"                         | 5       | Exaltasamba – 25 Anos Ao Vivo |